# Pantech Curitel

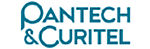

Pantech Curitel é uma empresa da Coreia do Sul especializada em manufatura de celulares.
Estabeleceu-se em 2000. O maior mercado é doméstico, porém a Pantech Curitel também se mostra interessada no Japão, Hong Kong, China, Índia, Europa, Austrália, Taiwan e América do Norte. 
É atualmente o 3º produtor de celulares na Coreia do Sul, atrás somente da Samsung e da LG.